# Rozkuřovačka

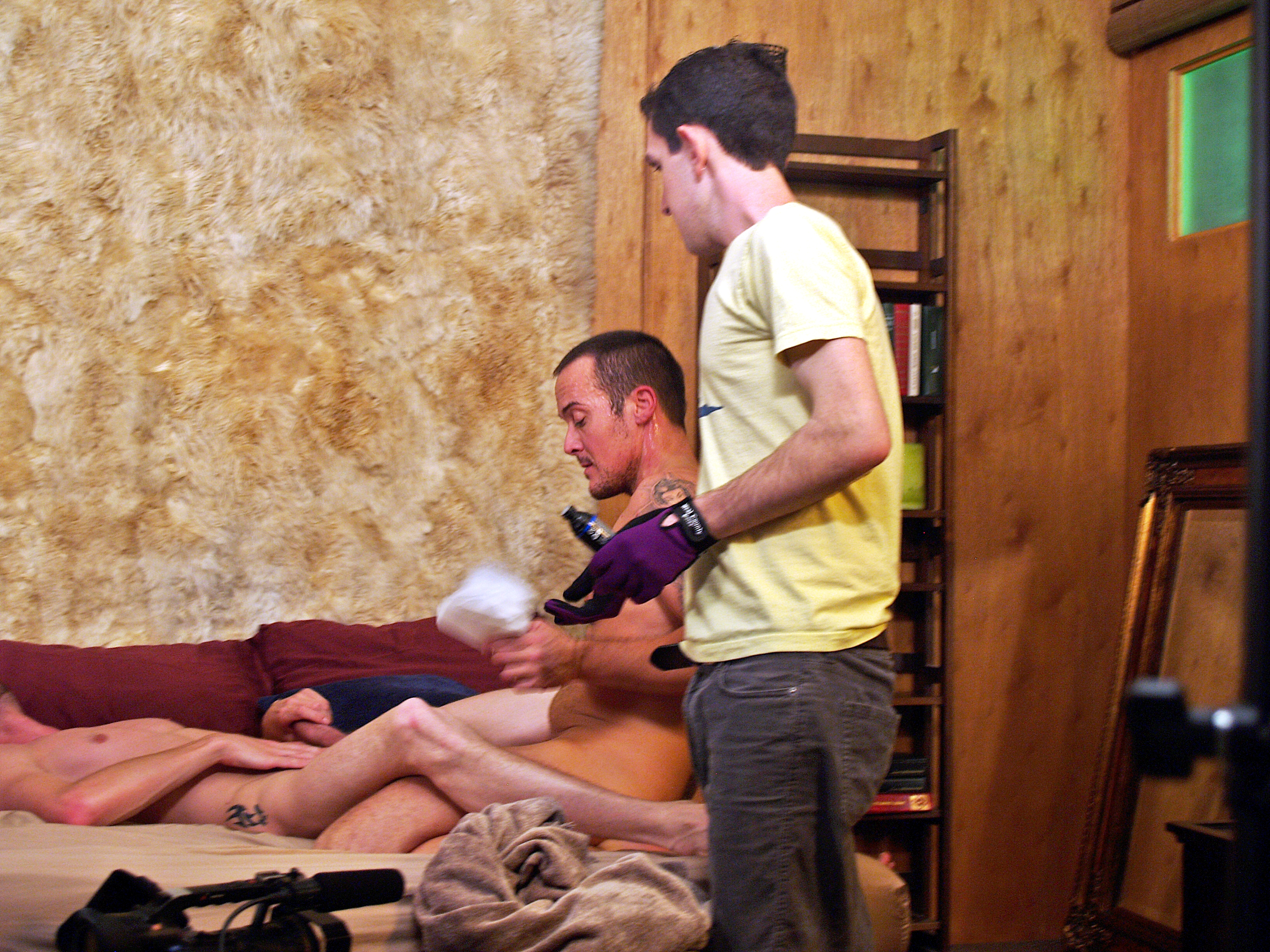
Rozkuřovač podává gay pornohercům Jake Starr a Erik Grant pomůcky pro scénu v "Pounding the pavement" (2008) - produkce Lucas Entertainment.

Rozkuřovačka (někdy též stavěčka) je osoba, která udržuje penis pornoherce vztyčený. Tyto aktivity, která nemusí nutně zahrnovat fyzické doteky, spadají pod make-up oddělení pornoprůmyslu. Po nastavení požadovaného úhlu záběru režisér požádá rozkuřovačku, aby vytvořila požadovanou pozici penisu. V českém kontextu jsou aktivity rozkuřovaček koncentrované do orálního sexu, ačkoliv mezinárodní pojem fluffer zahrnuje zpravidla větší škálu aktivit.
Podle některých pornografických herců jako jsou Aurora Snow, James Deen a Keiran Lee, zmizely rozkuřovačky díky nástupu viagry.